# The Four Horsemen
The Four Horsemen a fost un grup din wrestling, format inițial din Ric Flair, Arn Anderson, Ole Anderson și Tully Blanchard. A debutat în 1985 și a fost activ în 1985–1991 și 1993–1999. În 2012, The Four Horsemen prin Ric Flair, Arn Anderson, Tully Blanchard, Barry Windham și J.J. Dillon au intrat în WWE Hall of Fame.
A facut istorie în NWA/WCW și a avut Feuda Anului cu The Road Warriors și The Super Powers în 1987. The Four Horsemen au mai avut feude și cu Dusty Rhodes, Sting, Lex Luger, nWo și alții. 

## Membri

#### Fondatori
- Ric Flair (1985–1991, 1993–1999)

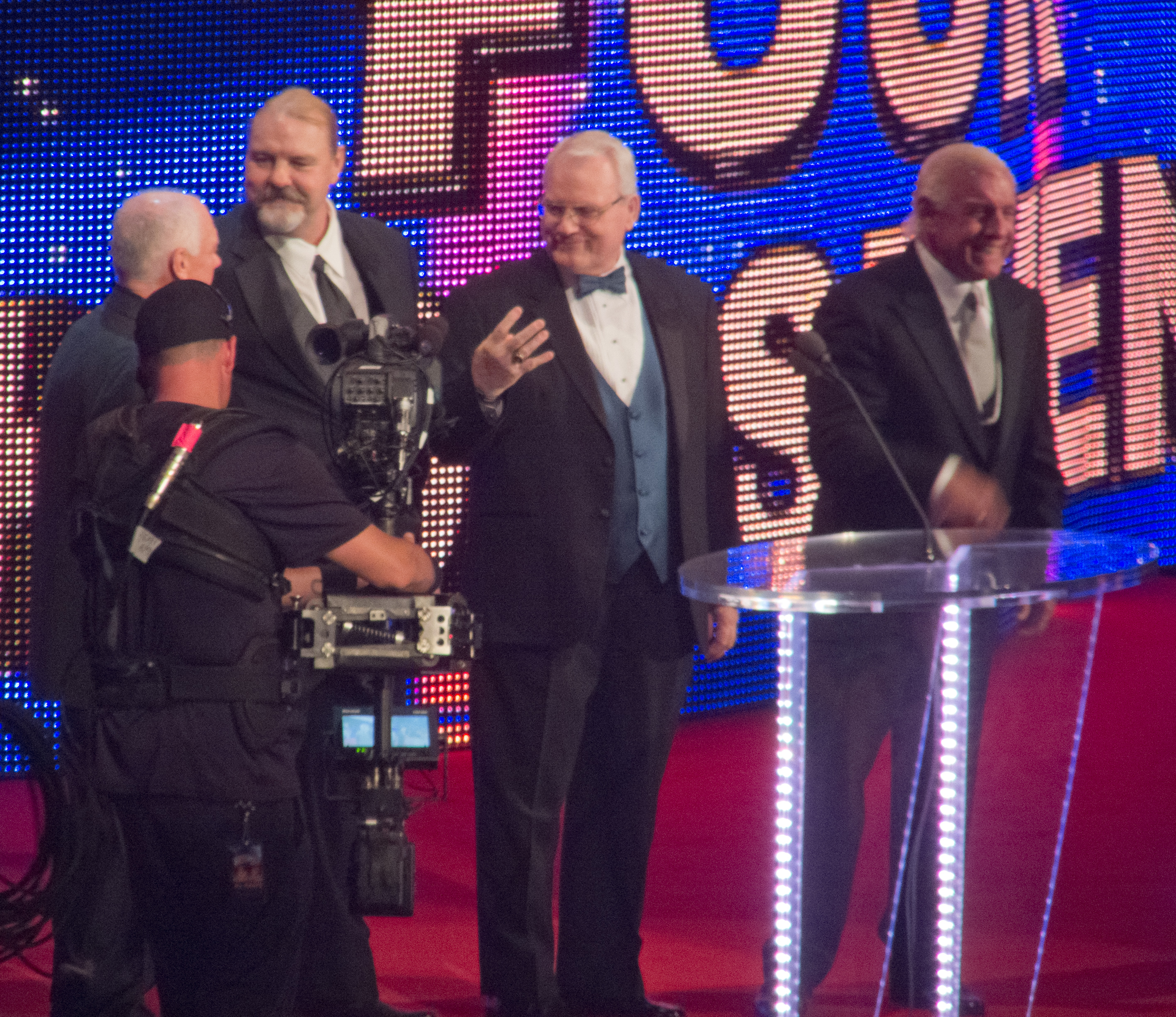
The Four Horsemen a intrat în WWE Hall of Fame în 2012.

- Arn Anderson (1985–1988, 1989–1991, 1993–1999)
- Ole Anderson (1985–1987, 1989–1990, 1993)
- Tully Blanchard (1985–1988)

#### Alți membri
- Lex Luger (1987)
- Barry Windham (1988–1989, 1990–1991)
- Sting (1989–1990)
- Sid Vicious (1990–1991)
- Paul Roma (1993)
- Brian Pillman (1995–1996)
- Chris Benoit (1995–1997, 1998–1999)
- Steve McMichael (1996–1997, 1998–1999)
- Jeff Jarrett (1997)
- Curt Hennig (1997)
- Dean Malenko (1998–1999)